# Sinfonia antartica (Vaughan Williams)
Sinfonia antartica is de bijnaam van de 7e symfonie van Ralph Vaughan Williams.
De muziek is gebaseerd op de filmmuziek voor Scott of the Antarctic uit 1947-1948 over de expeditie van Robert Falcon Scott naar de Zuidpool in 1911 en 1912. Vaughan Williams bleef zo gefascineerd door het onderwerp dat hij delen van deze filmmuziek verwerkte in zijn 7e symfonie. De symfonie is geschreven voor orkest, sopraan en vrouwenkoor. De zangers zingen geen teksten, maar gebruiken hun stem als muziekinstrument (vocalise); het orkest is uitgebreid met een groot aantal percussie-instrumenten. In 1952 voltooide Vaughan Williams dit werk. Elk deel heeft een soort ondertitel, waaraan men kan herkennen waar het deel over gaat.

## Delen
1. Prelude: Andante maestoso; (overwinning van de mensheid op de harde natuur in dit gebied);
2. Scherzo: Moderato; (omschrijving van de aangetroffen omgeving);
3. Landscape: Lento; (indruk van het lugubere landschap, brekend ijs etc., gletsjer);
4. Intermezzo: Andante sostenuto;( het vertrek van kapitein Lawrence Oates om Scott en anderen een grotere kans op overleving te geven);
5. Epiloog: Alla marcia, moderato (non troppo allegro) (onder meer een sneeuwstorm, zang door het vrouwenkoor).

Let vooral op in deel 3 als na een climax ook nog eens het orgel in volle klank inzet: de ontdekkers zien voor het eerst de Grote Barrière.
De eerste uitvoering was op 14 januari 1953 te Manchester door het Hallé Orchestra onder leiding van Sir John Barbirolli. Een van de betere opnamen uit de jaren 80 maakte Bernard Haitink met het London Philharmonic Orchestra. Dit mag vreemd genoemd worden, voor die tijd bleek op geen enkele wijze dat Haitink affiniteit had met muziek van Vaughan Williams. Waarschijnlijk is dit mede gekomen door zijn werk in het Londense operahuis Royal Opera House Covent Garden. Aan de andere kant had Vaughan Williams gestudeerd bij Maurice Ravel met wiens muziek Haitink bijzonder vertrouwd is.
A Sea Symphony (nr. 1) · A London Symphony (nr. 2) · A Pastoral Symphony (nr. 3) · Nr. 4 in f-mineur · Nr. 5 in D-majeur · Nr. 6 in e-mineur · Sinfonia antartica (nr. 7) · Nr. 8 in d-mineur · Nr. 9 in e-mineur